# 17世紀の哲学
17世紀の哲学（じゅうななせいきのてつがく）は、近世哲学のうち、ルネサンス期の後、啓蒙時代の前の時期に区分されるおおよそ17世紀前半の哲学。理性の時代、合理主義の時代と呼ばれる。大陸合理論と経験論の関係については近世哲学の項目に譲り、ここでは、理性の時代、合理主義の時代の哲学者と呼ばれる業績を残した人物について触れる。

## 理性の時代、合理主義の時代の哲学者の一覧
- フランシスコ・スアレス（1548年 - 1617年）
- フランシス・ベーコン（1561年 - 1626年）
- トマス・ホッブズ（1588年 - 1679年）
- ルネ・デカルト（1596年 - 1650年）
- トーマス・ブラウン（1605年 - 1682年）
- ジョン・ミルトン（1608年 - 1674年）
- ブレーズ・パスカル（1623年 - 1662年）
- ジョン・ロック（1632年 - 1704年）
- ニコラ・ド・マルブランシュ（1638年 - 1715年）
- アイザック・ニュートン（1642年 - 1727年）
- ゴットフリート・ライプニッツ（1646年 - 1716年）
- バールーフ・デ・スピノザ（1632年 - 1677年）